# خندق ماداكيت
خندق ماداكيت، هي قناة تربط لونغ بوند بميناء ماداكيت على الطرف الغربي من نانتوكيت، ماساتشوستس.
تم حفر الخندق لأول مرة حوالي عام 1665 من قبل المستوطنين الإنجليز والأميركيين الأصليين كأول مشروع للأشغال العامة في نانتوكيت. يمتد إلى الجنوب الغربي تقريبًا لمسافة ميل واحد تقطعه قنوات المياه العذبة التي تمر عبر المستنقعات الحلوة والمستنقعات المالحة، من أجل إنشاء المزيد من المروج وصيد الأسماك التي تمر عبرها في هدار الصيد. تاريخيا شملت الأسماك جثم، والرنجة، والرائحة، والثعابين. في أوائل القرن 20th، كانتستخدم أُحْبُولَة كبيرة، حوالي أربعة أقدام وقطرها ثمانية أقدام طويلة، شبه مخروطي في الشكل، بدلا من السد لتلقط الأسماك.
لا يزال الخندق موجودًا اليوم في الجسر الثاني، مع عمق يتراوح بين 2 و 4 أقدام. كما هو المد والجزر، هناك اختلاف كبير في مستوى المياه في نهاية البركة.